# 王達 (京兆尹)
王達（1881年—1946年），又名兰生，字志襄（一作子襄），安徽省寧國府涇縣人，清末民初政治家。

## 生平
王达是泾县茂林人。他早年畢業於北京育才館，后曾任職於山東省洋務局、商務局、巡撫署。此後他留学日本，畢業於早稻田大学。
归国后，王达以同进士资格出任山东省宁阳县、菏泽县等县知县。中华民国成立后，王达任山东省高密县知事。民国2年（1913年）春夏之交，高密发生洪灾，王达积极赈济。
1915年（民国4年）9月，他任京兆尹，任至1920年（民国9年）8月。任内，他兴办学校及实业。民国6年（1917年）北京地区发生洪灾，王达带头赈灾并修桥修路。
民国13年（1924年），王达任安徽省官矿督办。民国14年（1925年）被聘为安徽省省长顾问。 民国20年（1931年）九一八事变爆发后，南京国民政府任命他为驻日本大使，但他辞而未就。同年，南京国民政府召开国民会议，王达被选为国民代表，但他托耳疾而未参加会议。
抗日战争期间，他在芜湖居住。日本及其扶植的傀儡当局曾经几次动员他担任维持会会长，都被他拒绝。
1946年，王达病逝。